# Tang Deshang
Dans ce nom, le nom de famille, Deshang, précède le nom personnel.
 (novembre 2023).
Si vous disposez d'ouvrages ou d'articles de référence ou si vous connaissez des sites web de qualité traitant du thème abordé ici, merci de compléter l'article en donnant les références utiles à sa vérifiabilité et en les liant à la section « Notes et références ».
Tang Deshang est un haltérophile chinois.

## Palmarès

### Championnats du monde
- Championnats du monde d'haltérophilie 2011 à Paris
  -  Médaille d'or en moins de 69 kg.